# クレーン・デリック運転士
クレーン・デリック運転士（クレーン・デリックうんてんし）は、日本において、労働安全衛生法に定められた国家資格（労働安全衛生法による免許証）の一つであり、クレーン・デリック運転士免許試験（学科及び実技）に合格し、免許の交付を受けた者をいう。この免許は、旧来のクレーン運転士とデリック運転士の免許を統合して2006年4月1日から新設されたもので、旧来の免許を所持している者（両免許のうちデリック運転士免許のみを有する者を除く）はこの免許を受けているものとみなされる。
なお、一定の規模以下のクレーン等については、技能講習又は特別教育を受けることで運転・操作することが可能である（概要及び備考を参照）。

## 概要
労働安全衛生法（昭和47年法律第57号）第61条では、事業者は、政令で定める一定の業務については、都道府県労働局長の当該業務に係る免許を受けた者又は都道府県労働局長の登録を受けた者が行う当該業務に係る技能講習を修了した者その他厚生労働省令で定める資格を有する者でなければ、当該業務に就かせてはならないとしている。
そして、就業制限に係る業務の一つとして労働安全衛生法施行令（昭和47年政令第318号）は「つり上げ荷重が5トン以上のクレーン（跨線テルハを除く）の運転の業務」（労働安全衛生法施行令第20条第6号）及び「つり上げ荷重が5トン以上のデリックの運転の業務」（労働安全衛生法施行令第20条第8号）について就業制限を設けており、これらの業務についてはクレーン等安全規則（昭和47年労働省令第34号）により原則としてクレーン・デリック運転士免許を受けた者でなければ、当該業務に就かせてはならないとしている（クレーン等安全規則第22条・第108条）。

### 区分
クレーン・デリック運転士免許
つり上げ荷重5トン以上を含め全てのクレーンとデリックを運転・操作することができる。
クレーン・デリック運転士免許（クレーン限定）
つり上げ荷重5トン以上を含め全てのクレーンを運転・操作することができる。
クレーン・デリック運転士免許（床上運転式クレーン限定）
つり上げ荷重5トン以上の床上運転式クレーンを運転・操作することができる。5トン未満のクレーンも運転・操作できる。

### 例外
- 床上操作式クレーン運転技能講習

クレーン等安全規則第22条は例外として床上操作式クレーン（当該運転をする者が荷の移動とともに移動する方式のクレーン）の運転の業務については、床上操作式クレーン運転技能講習を修了した者を当該業務に就かせることができるとしている（クレーン等安全規則第22条ただし書き）。5トン未満のクレーンも運転・操作できる。これは技能講習で得られる運転資格でクレーン・デリック運転士資格とは異なるものである。
- 特別教育

労働安全衛生法施行令第20条第6号では「つり上げ荷重が5トン以上のクレーン（跨線テルハを除く）の運転の業務」について、同施行令第8号では「つり上げ荷重が5トン以上のデリックの運転の業務」について就業制限が設けられており、それぞれ、つり上げ荷重が5トン未満のクレーン・デリックについてはクレーン・デリック運転士資格は必要とされていないが、これらについては特別教育を行わなければならないとされている（クレーン等安全規則第21条・第107条）。
- - クレーンの運転の業務に係る特別教育（クレーン等安全規則第21条）

つり上げ荷重0.5トン以上5トン未満のクレーン及びつり上げ荷重5トン以上を含むすべての跨線テルハを運転・操作することができる。これは特別教育でありクレーン・デリック運転士資格とは異なるものである。
- - デリックの運転の業務に係る特別教育（クレーン等安全規則第107条）

つり上げ荷重0.5トン以上5トン未満のデリックを運転・操作することができる。これも特別教育でありクレーン・デリック運転士資格とは異なるものである。
技能講習及び特別教育については備考を参照。
なお、法令上、つり上げ荷重0.5トン未満のクレーン及びデリック並びにつり上げ荷重5トン未満の跨線テルハの運転・操作にはクレーン・デリック運転士資格は不要であるが、労働者の安全衛生上は取得しておくのが望ましいとされる。

## 免許試験
- 免許試験は全国の安全衛生技術センターにおいて行われる。実技教習は都道府県労働局長登録教習機関において行われる。免許試験はクレーン・デリック運転士免許試験及び移動式クレーン運転士免許試験規程（昭和47年労働省告示第102号）に基づく。クレーン運転実技教習は揚貨装置運転実技教習、クレーン運転実技教習及び移動式クレーン運転実技教習規程（昭和47年労働省告示第99号）に基づく。
- 試験のうち、学科は安全衛生技術センターで受験しなければならないが、実技については同センターで実技試験を受けるコースのほか、登録教習機関で「クレーン運転実技教習」を修了するという選択肢も認められている。学科試験・実技試験ともセンターで受験する場合は学科・実技の順に合格する必要があるが、実技教習を登録教習機関で受ける場合は学科試験の前にあらかじめ実技教習を修了しておくことも可能である。
- また公共職業能力開発施設のうち、独立行政法人雇用・能力開発機構大阪センター（関西職業能力開発促進センター大阪港湾労働分所）（愛称：ポリテクセンター大阪港）の港湾荷役科、独立行政法人雇用・能力開発機構愛知センター（中部職業能力開発促進センター名古屋港湾労働分所）（愛称：ポリテクセンター名古屋港）の港湾荷役科、クレーン運転科を修了した者は免許試験は学科・実技とも免除され、申請により免許が付与される。

### 受験資格
- 誰でも受験可能だが、免許交付は18歳以上（学歴、経験に係わらず）

### 免許試験科目
- 学科
  1. クレーン及びデリックに関する知識
  2. 原動機及び電気に関する知識
  3. クレーンの運転のために必要な力学に関する知識
  4. 関係法令
- 実技
  1. クレーンの運転
  2. クレーンの運転のための合図

ただし、クレーン限定免許の場合は学科のうちデリックに関する部分(知識と法令)は出題範囲から除かれる。床上運転式クレーン限定免許の場合も、学科からデリックに関する部分は除かれ、実技試験・実技教習は床上運転式クレーンを用いて行われる。揚貨装置運転士免許所持者は力学が、免除となる。無限定の場合を含め、実技にはデリックの運転・操作は課されない。

### クレーン運転実技教習科目
1. クレーンの基本運転（4時間）
2. クレーンの応用運転（4時間）
3. クレーンの合図の基本作業（1時間）

※修了試験が課せられる。

## 備考
以下はクレーン等安全規則において定められる「クレーン・デリック運転士」資格とは異なるものであるが、一定の規模以下のクレーン等については、技能講習又は特別教育を受けることで運転・操作することが可能とされている。

### 床上操作式クレーン運転技能講習

#### 技能講習の概要
- 技能講習は都道府県労働局長登録教習機関において行われる。講習科目や時間数はクレーン等運転関係技能講習規程（平成6年労働省告示第92号）に基づく。
- 既所持の免許・修了済みの他の技能講習の有無などにより所要時間は異なる。原則は20時間。
  - 移動式クレーン運転士免許を受けた者は、下記学科3及び実技2が免除され、16時間。
  - 小型移動式クレーン運転技能講習を修了した者は、下記学科3及び実技2が免除され、16時間。
  - 揚貨装置運転士免許を受けた者は、下記学科3及び実技2が免除され、16時間。
  - 玉掛け技能講習を修了した者は、下記学科3及び実技2が免除され、16時間。
  - 旧デリック運転士免許を受けた者は、下記学科3及び実技2が免除され、16時間。
  - 労働安全衛生法施行令第20条第6号もしくは第7号の業務又は労働安全衛生規則第36条第6号、第15号から第17号までもしくは第19号の業務に、6か月以上従事した経験を有する者は、下記実技2が免除され、19時間。
  - 鉱山保安法第2条第2項及び第4項の規定による鉱山においてクレーンの運転の業務に1か月以上従事した経験を有する者は、下記実技1及び2が免除され、13時間。

#### 技能講習の内容
- 学科
  1. 床上操作式クレーンに関する知識（6時間）
  2. 床上操作式クレーン運転技能講習に係る原動機及び電気に関する知識（3時間）
  3. 床上操作式クレーンの運転のために必要な力学に関する知識（3時間）
  4. 関係法令（1時間）
- 実技
  1. 床上操作式クレーンの運転（6時間）
  2. 床上操作式クレーンの運転のための合図（1時間）

※学科・実技とも、修了試験が課される。

### クレーン・デリックの運転の業務に係る特別教育科目
- 特別教育は各事業所（企業等）又は都道府県労働局長登録教習機関において行われる。
- クレーン取扱い業務等特別教育規程（昭和47年労働省告示第118号）で規定された履修時間は13時間（以上）となっている。

#### クレーンの運転の業務に係る特別教育
- 学科
  1. クレーンに関する知識（3時間）
  2. 原動機及び電気に関する知識（3時間）
  3. クレーンの運転のために必要な力学に関する知識（2時間）
  4. 関係法令 （1時間）
- 実技
  1. クレーンの運転（3時間）
  2. クレーンの運転のための合図（1時間）

#### デリックの運転の業務に係る特別教育
- 学科
  1. デリックに関する知識（3時間）
  2. 原動機及び電気に関する知識（3時間）
  3. デリックの運転のために必要な力学に関する知識（2時間）
  4. 関係法令（1時間）
- 実技
  1. デリックの運転（3時間）
  2. デリックの運転のための合図（1時間）